# Freak (album Samuele Bersani)
Freak è il secondo studio album del cantautore italiano Samuele Bersani, pubblicato nel 1994 dalla BMG Ricordi.
Oltre a Beppe D'Onghia, che figura anche in veste di produttore e coautore di quattro brani, partecipano altri due suoi ex colleghi negli Stadio, il chitarrista Roberto Guarino e Massimo Sutera (quest'ultimo solo in Fedina Penale). Alla batteria il richiestissimo session man Maurizio Dei Lazzaretti. In Cosa Vuoi Da Me, versione italiana di Glastonbury Song degli scozzesi Waterboys, figura Luca Testoni, chitarrista degli Skiantos. Ospiti di eccezione Lucio Dalla, che appare sotto lo pseudonimo di Domenico Sputo, che suona il clarinetto, fisarmonica e si occupa dei cori, ai quali prende parte anche Iskra Menarini con Riccardo Majorana (la stessa Iskra si è occupata dei cori in svariati dischi, in particolare quelli di Dalla) e Ron alle chitarre acustiche.

## Tracce
Testi e musiche di Samuele Bersani, eccetto dove indicato.
1. Freak – 3:49
2. Spaccacuore – 4:23 (testo: S. Bersani - L. Dalla – musica: S. Bersani - B. D'Onghia)
3. Fedina Penale – 4:23 (testo: S. Bersani - L. Dalla – musica: S. Bersani)
4. Cado giù – 4:27 (testo: S. Bersani - L. Dalla – musica: S. Bersani - B. D'Onghia)
5. Il leone e la gallina – 3:40 (testo: Mogol – musica: L. Battisti)
6. Cosa vuoi da me – 3:28 (M. Scott; Sub-Autore: S. Bersani)
7. Piccolo macellaio – 4:01 (testo: S. Bersani – musica: S. Bersani - B. D'Onghia)
8. Capo – 3:33 (testo: S. Bersani – musica: S. Bersani - B. D'Onghia)
9. La fine di una storia – 3:48
10. Barcarola albanese – 3:41
11. Restiamo ancora qui - Due anni fa (Nuova versione di "Restiamo Ancora Qui", dall'album C'hanno preso tutto) – 4:59

## Formazione
- Samuele Bersani – voce, cori, tastiera
- Beppe D'Onghia – tastiera, programmazione, pianoforte
- Angelo Dattuomo – batteria elettronica
- Andrea Salvato – tastiera, programmazione
- Roberto Guarino – chitarra elettrica
- Ron – chitarra acustica
- Maurizio Dei Lazzaretti – batteria
- Luca Testoni – chitarra elettrica in 6
- Massimo Sutera – basso in 3
- Domenico Sputo – clarinetto, cori, fisarmonica
- Iskra Menarini, Riccardo Majorana – cori